# Penicillium sublateritium
Penicillium sublateritium är en svampart som beskrevs av Biourge 1923. Penicillium sublateritium ingår i släktet Penicillium och familjen Trichocomaceae.   Inga underarter finns listade i Catalogue of Life.